# 結雅州
結雅州（俄语：Зейская область）是俄羅斯蘇維埃聯邦社會主義共和國的一個州，因有結雅河而得名。首府魯赫洛沃。下轄七縣。
1934年7月22日,自遠東邊疆區建州。1937年9月26日被併入赤塔州，1948年8月2日,被改編入阿穆爾州。